# Dęblin
Dęblin je město a městská gmina ve východním Polsku v Lublinském vojvodství v okrese Ryki. Nachází se v historickém Malopolsku, v jihozápadní části Stěżycka, při ústí řeky Wieprz do Visly, v říčním údolí, které dosahuje šířky 15 km. V roce 2021 zde žilo 15 505 obyvatel.

## Geografie
Dęblin se nachází na severozápadě Lublinského vojvodství. Díky výhodné poloze v údolí řek Wieprzy a Visly je zdejší klima charakteristické nižším počtem srážek a vyšším počtem slunečných dní.
Rozdělení půdy v katastru města:
- 25,81% zemědělská orná půda
- 33,62% lesy
- 40,57% ostatní půda

Vzdálenosti od významných měst:
- Dęblin–Varšava: 100 km
- Dęblin–Lublin: 70 km
- Dęblin–Radom: 60 km

## Historie
První historická zmínka o Dęblinu pochází již z 14. června 1397. Roku 1726 připadla obec Józefu Wandalinu Mniszechovi, kterému také vděčí za to, že se tu nachází palác postavený ve stylu rokoka. Na konci 18. století byl palác přestavěn v klasicistním stylu. V Dęblinské pevnosti se na konci 19. století ukrýval poslední ruský car Mikuláš II. Alexandrovič. V roce 1929 bylo v obci vybudováno centrum školení důstojníků letectva. 7. října 1954 získal Dęblin městská práva.

## Partnerská města
- Drohobyč, Ukrajina
- Rumia, Polsko
- Sedrina, Itálie